# Homoneura horni
Homoneura horni är en tvåvingeart som beskrevs av Malloch 1929. Homoneura horni ingår i släktet Homoneura och familjen lövflugor. Inga underarter finns listade i Catalogue of Life.